# Ronnie Ekelund
Ronnie Michael Ekelund (* 21. August 1972 in Glostrup) ist ein ehemaliger dänischer Fußballspieler. In seiner Profikarriere zwischen 1988 und 2004 spielte er unter anderem für Brøndby IF, den FC Barcelona, Manchester City und die San José Earthquakes.

## Karriere

### Verein
Ekelund begann seine Profikarriere bei Brøndby IF, wo er 1988 mit 15 Jahren zum jüngsten je in der 1. Division eingesetzten Spieler wurde. Mit Brøndby gewann er 1990 und 1991 zwei dänische Meisterschaften. 1992 wechselte er zum FC Barcelona, wo er in den folgenden zwei Spielzeiten jedoch fast ausschließlich in der zweiten Mannschaft eingesetzt wurde. Am 19. März 1994 kam er bei einem 1:1 gegen Racing Santander zu seinem einzigen Einsatz in der Primera División. In den Folgejahren wurde Ekelund, immer noch bei Barcelona unter Vertrag, an die englischen Klubs Southampton, Manchester City und Coventry City sowie den dänischen Lyngby BK verliehen. Zur Saison 1996/97 unterschrieb er wieder einen Vertrag in Dänemark, diesmal bei Odense BK. 1999 spielte Ekelund in der französischen Ligue 2 beim FC Toulouse. Nach einer kurzen Zwischenstation in England beim FC Walsall entschloss er sich 2001 seine Karriere in der Major League Soccer in den USA zu beenden. Was folgte, war noch einmal eine sehr erfolgreiche Zeit bei den San José Earthquakes, mit denen Ekelund 2001 und 2003 den MLS Cup gewinnen konnte. Nachdem er Ende 2004 seine Karriere bei den Earthquakes beendet hatte, spielte er 2005/06 noch eine Saison Indoor Soccer für die California Cougars in der Major Arena Soccer League.

### Nationalmannschaft
Ekelund kam ab 1987 in verschiedenen Juniorennationalmannschaften Dänemarks zum Einsatz. 1992 nahm er als Stammspieler mit der U-21 Nationalmannschaft an der Europameisterschaft teil. Das Erreichen des Halbfinals ist bis heute (Stand: 2024) das beste Ergebnis, das eine dänische U21 je erreicht hat. Die zwei Halbfinalniederlagen in Hin- und Rückspiel gegen den späteren Europameister Italien konnte Ekelund allerdings auch nicht verhindern. Im Anschluss wurde Ekelund auch in den Kader für die Olympischen Sommerspiele 1992 berufen, wo die dänische Mannschaft nach zwei Unentschieden und einer Niederlage als Gruppenletzter ausschied. Ekelund stand in zwei der drei Spiele in der Startelf.

## Titel und Auszeichnungen

### Vereinstitel
- Dänischer Meister: 1990, 1991
- Spanischer Meister: 1994
- MLS Cup: 2001, 2003

### Individuell
- MLS Best XI: 2002

## Nach der Profikarriere
Nachdem seine Frau Claire zum Ende seiner Fußballkarriere Möglichkeiten suchte, die gemeinsame Tochter auch bei Ekelunds Spielen zu stillen (siehe auch Stillen in der Öffentlichkeit in den USA), gründete das Ehepaar 2004 das Unternehmen Bébé Au Lait. Zunächst wurden vor allem so genannte nursing cover, also Sichtschutztücher für das Stillen in der Öffentlichkeit, entwickelt und verkauft. Später wurde die Produktpalette des Unternehmens, auch durch Unternehmensakquisitionen, immer wieder erweitert.